# Мунтени (Валча)
Мунтени (рум. Munteni) насеље је у Румунији у округу Валча у општини Михаешти. Oпштина се налази на надморској висини од 198 m.

## Становништво
Према подацима из 2002. године у насељу је живело 253 становника, од којих су сви румунске националности.